# Ns (simulador)
ns (acrònim de network simulator, simulador de xarxa) és el nom d'una sèrie de simuladors de xarxa d'events discrets, concretament ns-1, ns-2 i ns-3. Els simuladors ns s'empren amb finalitats de recerca i docència. Són de codi obert i estan sota la llicència GNU GPLv2.

## Versions
| Nom  | Desenvolupador                                             | Any  | Estatus            |
| ---- | ---------------------------------------------------------- | ---- | ------------------ |
| ns-1 | Berkeley Lab                                               | 1995 | No és mantingut    |
| ns-2 | DARPA                                                      | 2000 | No és mantingut    |
| ns-3 | NSF (Tom Henderson, George Riley, Sally Floyd i Sumit Roy) | 2006 | En desenvolupament |

## Diagrama de flux de la simulació
Es pot dividir en diverses fases :
1. Definició de la topologia.
2. Desenvolupament del model.
3. Configuració de l'enllaç i els nodes.
4. Execució.
5. Anàlisi de prestacions.
6. Visualització gràfica.